# Celestino Lázaro Adradas
Dionisio Celestino Lázaro y Adradas (f. 1901) fue un médico y periodista español.

## Biografía
Habría nacido en la provincia de Soria. Doctor en Medicina, fue médico de sanidad militar. Escribió en los Anales de Medicina y Cirugía, en la Revista de Medicina y Cirugía Prácticas, en El Liberal y en otras publicaciones periódicas. Entre sus obras se encontró una Medicina popular. Falleció en el manicomio de Carabanchel el 15 de octubre de 1901.